# فن الحركات الإيحائية
فن التمثيل الإيمائي أو فن الحركات الايحائية أو البانتوميم (بالإنجليزية:Pantomime) هو نوع من فن التمثيل الصامت المؤدى من قبل فنان أو مجموعة فنانين على خشبة المسرح، بغرض التعبير عن الأفكار والمشاعر والآراء عن طريق الحركة الايحائية للجسم فقط.

## اصول البانتوميما
الأصل الكلمة الإنجليزية هو يوناني"Panto" وتعني الانبهار "mime" وتعني يقلد. وبجمع الشقين تكون الانبهار من التقليد، لكن المتعارف أن من يؤدي هذا النوع من الفن يسمى «فنان ايحائي». البانتوميم لها تاريخ طويل، حيث عرف في البداية من القدماء المصريين فعندما كان الملك لا يحضر المعركة كان يقوم بهلوانات البلاط بالتمثيل الصامت أمام الملك ليشرحوا له المعركة وذلك عن طريق تأدية حركات تقليد ورقصات بغرض التعبير، لكن هذا الفن عرف أكثر على أيدي اليونانيين، الذين طوروه وقاموا بتأديته على المسرح عن طريق عروض كبيرة ثم تتطور إلى استخدام الهمنج والأهات ولكن هذا النوع أثار استنفار الجماهير للأصوات المزعجة وعاد مرة أخرى إلى رونقة الصامت، مما حاز على إعجاب الجماهير في ذلك العصر.
اي وكما قد ذكر الإيماء والإيمائية Mime and Pantomime فن الاتصال واستخدام الإشارات للتفاهم بين البشر منذ القدم، ثم صار فناً تمثيلياً في عهد الاتصال الشفاهي. ويعتقد الباحثون أن الإيماء أصل فن المسرح، وأنه بدأ بتمثيل الإنسان البدائي لقبيلته أو أسرته ما جرى معه من أحداث، ثم تطور ذلك الفن إلى شيء من التسلية المنظمة .
فن البانتومايم فن جميل يستطيع الكل فهمة من الأطفال وحتى الكبار إلا أنه أهمل ونسي هذا الفن لقرون طويلة، ولم يتجدد الاهتمام به الا خلال القرون الأخيرة، وذلك بفضل الفنانين الفرنسيين في أوروبا وكان أشهرهم هو الفنان «مارسيل مرسو» 

## نوعيّ البانتوميما
كما ويجب التفريق بين «التمثيل الصامت» و«البانتومايم» التمثيل الصامت هو أن تجلس أمام التلفزيون وتقوم بكتم الصوت فأنت الآن ترى مشهد متكامل ولكن دون صوت أما البانتومايم فهو أن تكون أيدي الممثل خاوية فهو يستطيع أن يصنع معك بخيالك العالم الخاص به ويجسد معك الأشياء فلاعب أو ممثل البانتومايم يفكر يؤدي والمشاهد عليه التخيل.

## مفاهيم البانتوميما[1]
ينقسم الإيماء إلى مفهومين، بينهما اختلافات وصلات في آن واحد. إذ تعود كلمة Mimos إلى أصل إغريقي يعني «المحاكاة». ويشير المفهوم الأول إلى مشاهد واقعية الموضوع، ذات حوار، انتشرت في اليونان وجنوبي إيطاليا، وأثرت في هزليات (كوميديات) «أرستوفانس»، وفيما بعد في أعمال الروماني بلاوتوس، وتضمنت إشارات بذيئة. أما المفهوم الثاني، وهو المفهوم الأحدث والمعروف في العالم اليوم، فيشير إلى مشاهد من دون كلام، تعتمد على الحركات والإشارات وتعابير الوجه. وقد بدأ هذا المفهوم في القرن التاسع عشر في فرنسا على يدي ديبورو Deburau، ثم انتقل إلى إتيين ديكرو Etienne Decroux، وجان ـ لوي بارو Jean-Louis Barrault، ومارسيل مارسو Marcel Marceau. لذلك، اشتهر الإيماء في العالم بأنه فرنسي الأصل، قبل أن يتطور ويتفرع مكتسباً خصائص أخرى متنوعة، حتى في فرنسا نفسها. ولكن الشكل الغالب هو ذلك الذي يستغنى فيه عن قطع الزينة والمتممات، ويترك لتقنية المؤدي وخيال المتفرج أن يظهراها.

## تدريس البانتوميما[1]
ترافق عروض الإيماء غالباً مقطوعات موسيقية، وأحياناً مؤثرات صوتية قد يتخللها بعض الكلام المسجل. ويُعدّ التدرب على الإيماء مهماً وأساسياً للممثل المحترف، وإن لم يمارسه. كما يفيد الإيماء كثيراً في الكشف عن مواهب الهواة وتطويرها. لذا، يدرّس في معاهد المسرح، لأنه يلقن الدقة في تكرار الأداء التمثيلي، وهو ما يحتاج إليه الممثل عادة في السينما خاصة، بسبب تكرار تصوير المشهد بآلة تصوير واحدة من زوايا مختلفة.

## المدارس التي ظهرت لتعليم البونتاميما[1]
من أوائل المدارس التي اعتنت بالإيماء في فرنسا المدرسة التي أسسها جاك كوبو Jacques Copeau، وأسماها مدرسة «برج الحمام القديم» Ecole du Vieux-Colombier، وهي التي تخرج فيها كبار الإيمائيين الذين نشروا هذا الفن في مدارسهم فيما بعد.

## تطورات البونتاميما في النصف الثاني من القرن العشرين[1]
فلا شك أن فن الإيماء تطور في النصف الثاني من القرن العشرين، وتنوعت مناحي الفنانين منه، سواء في فرنسا أم في خارجها، فظهر اتجاه تستخدم فيه الأقنعة، واتجاه آخر يمزج الإيماء بالباليه، واتجاه ثالث تعبيري فيه شيء من التمثيل وشيء من الرقص الحديث، واتجاه تهريجي يستلهم بعض سمات «الكوميديا الفنية» Commedia del l'arte الإيطالية.

## خلاصة[1]
البانتوميم فنٌّ راقيٌّ يعتمد على التعبير الجسديّ دون استخدام الكلمات. يُمكنه إيصال المشاعر والأفكار بطريقةٍ إبداعيةٍ وممتعةٍ للجمهور, يُساعد على إيصال المشاعر والأفكار بوضوحٍ و يتمتّع بمستقبلٍ واعدٍ، حيث يزداد اهتمام الناس بهذا الفنّ الراقيّ.

## وصلات خارجية
- عالم فن البانتوميميا